# DEET
DEET là tên viết tắt của hợp chất N,N – Diethyl – meta- toluamide hay còn gọi là Diethyltoluamide. DEET được dùng phổ biến trong các sản phẩm chống/diệt muỗi, ve, ve mò, bọ chét và các loại côn trùng ký sinh khác.

## Tính chất hóa học
DEET là một loại dầu màu vàng nhạt, được tạo thành bởi phản ứng giữa chloride axit của axit benzoic 3-methyl với Diethylamine.

## Tác dụng diệt muỗi, côn trùng
DEET được biết tới là thành phần chính trong các thuốc diệt muỗi và côn trùng. DEET ức chế hoạt động của chất dẫn truyền thần kinh acetylcholine (loại emzim đóng vai trò quan trọng trong việc kiểm soát cơ bắp của côn trùng và động vật có vú) khiến cho acetylcholine tích tụ quá nhiều ở các khe khớp thần kinh, gây nên tê liệt thần kinh và tử vong do ngạt thở.
Tùy theo nồng độ DEET mà hiệu quả chống muỗi có sự khác nhau.
- 100% DEET: Thời gian chống muỗi là 12 giờ.
- 20-34% DEET: Thời gian chống muỗi là 3-6 giờ.
Tuy nhiên, theo những nghiên cứu gần đây của các nhà khoa học thuộc Trung tâm Nghiên cứu Vệ sinh và Y học Nhiệt đới London thì muỗi Aedes aegypti, muỗi Aedes albopictus (muỗi Vằn truyền bệnh Sốt xuất huyết), và truyền virus Zika đang kháng và nhờn DEET, do đó hiệu quả chống muỗi của DEET không còn cao như trước đó.

## Ảnh hưởng tới sức khỏe
Trước đây, DEET được quân đội Mỹ dùng trong Chiến tranh vùng Vịnh 1991 như một vũ khí hóa học. Hiện nay, DEET được sử dụng trong các sản phẩm chống muỗi dưới nhiều dạng khác nhau như các loại bình xịt diệt côn trùng, muỗi hay các sản phẩm chống muỗi dùng trên da.
Tuy nhiên, DEET cực kỳ nguy hiểm cho sức khỏe con người nếu sử dụng nó với nồng độ vượt mức cho phép, nhất là đối với trẻ sơ sinh và trẻ nhỏ.
Theo nghiên cứu của Tiến sĩ Mohamed Abou-Donia, trường đại học Duke, DEET khi được sử dụng thường xuyên có thể dẫn đến các kích thích về mắt và nguy cơ của chứng động kinh, mất ngủ, suy giảm nhận thức, tâm trạng thất thường, các tế bào thần kinh bị tổn thương và giết chết. Những hệ quả này rất dễ xảy ra ở trẻ em, do làn da của trẻ rất nhạy cảm, hệ thần kinh và não bộ lại đang trong quá trình phát triển nên dễ hấp thu và chịu tác động của DEET
Mặt khác, theo khuyến cáo của Tổ chức Tài trợ nghiên cứu y tế quốc tế (Health Research Funding) thì DEET còn gây nên các kích ứng da, co giật, nói lắp, lú lẫn. Nó cũng tác động tới hệ hô hấp, gây nên khó thở. Điều nguy hiểm nhất về việc tiếp xúc với chất DEET là các triệu chứng sẽ không được chú ý sau nhiều tháng hoặc nhiều năm. Thường xuyên tiếp xúc và tiếp xúc lâu dài với chất DEET có thể gây ra các tổn thương của chức năng não, đặc biệt là ở trẻ em. Những tác hại của phơi nhiễm chất DEET có thể trầm trọng hơn khi hoá chất nguy hiểm này kết hợp với một số hóa chất có trong các loại thuốc khác, nhất là với các loại kem chống nắng.

## Khuyến cáo
Mặc dù có hiệu quả chống muỗi tốt nhưng do sự độc hại của hóa chất DEET nên đã có rất nhiều khuyến cáo của các tổ chức y tế quốc tế về việc sử dụng các loại hóa chất chống muỗi, diệt côn trùng có chứa chất này.
Bộ Y tế Canada cũng khuyến cáo sản phẩm chống muỗi chứa DEET sử dụng trên trẻ em trong độ tuổi từ 2 đến 12 thì nồng độ cho phép là 10% hoặc ít hơn và với trẻ sơ sinh  dưới 6 tháng tuổi thì tuyệt đối không dùng . Do sự độc hại của hóa chất DEET và phần lớn các sản phẩm chống muỗi trên thị trường đều trên 10% (nồng độ an toàn là dưới 10%), nên các nhà khoa học khuyến cáo người tiêu dùng nên lựa chọn các sản phẩm chống muỗi có chứa các thành phần tự nhiên như P-menthane-3,8-diol (bạch đàn chanh) 

## Tác động tới môi trường
Bên cạnh những tác hại đối với sức khỏe con người thì DEET cũng gây nên những tác động xấu tới môi trường. Trong khi diệt muỗi thì DEET cũng làm tổn thương tới các loài côn trùng diệt muỗi khác làm mất cân bằng hệ sinh thái.
DEET khi rò rỉ vào môi trường nước cũng giết chết các loài cá nước ngọt.